# Janet Hinostroza

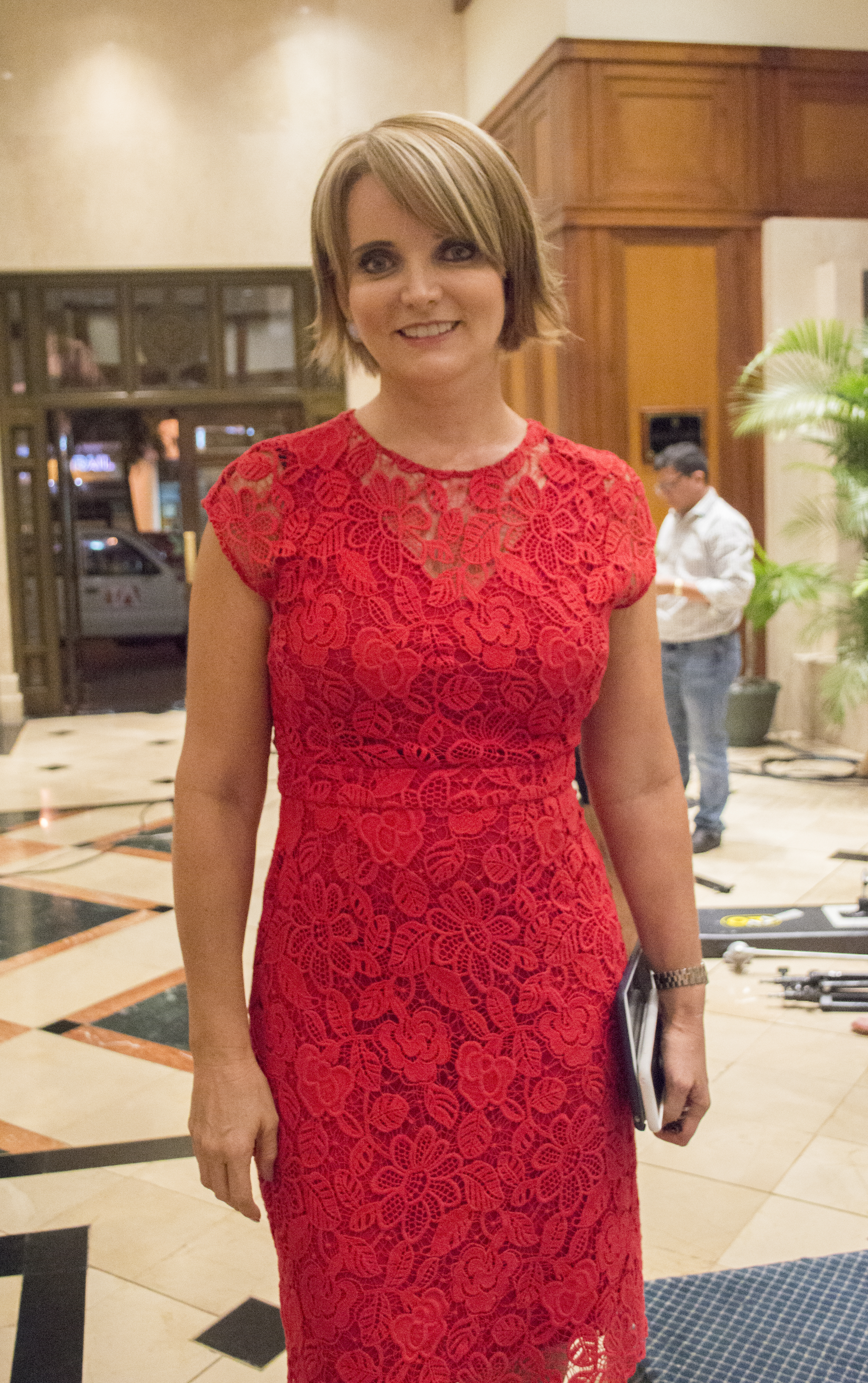
Janet Hinostroza, 2016

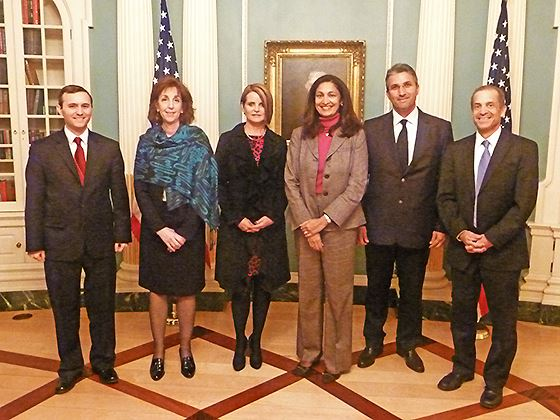
Janet Hinostroza, dritte von links, bei einem Treffen mit den Beamten des US-Außenministerium

Janet Hinostroza (* 1971 in Quito, Ecuador) ist eine ecuadorianische Fernsehjournalistin. Ihre Arbeit konzentriert sich auf die Aufdeckung von Korruption in der Regierung. Sie moderierte die morgendliche Nachrichtensendung La Mañana de 24 Horas und war die Gründerin und Moderatorin der langjährigen investigativen Nachrichtensendung 30P Plus, die mehr als ein Jahrzehnt lang auf Teleamazonas ausgestrahlt wurde und sich mit Themen wie Menschen- und Waffenhandel, Korruption in Regierung und Polizei und außergerichtlichen Hinrichtungen befasste.
Hinostroza ist eine Zielscheibe und Gegnerin der ecuadorianischen Regierung und ist auch ein wiederkehrendes Thema in den wöchentlichen Fernseh- und Radioansprachen des ehemaligen Präsidenten Rafael Correa. Nachdem Hinostroza 2012 über einen verdächtigen Kredit der staatlichen Bank Cofiec an einen Geschäftsmann berichtet hatte, erhielt sie Morddrohungen und ließ sich aus Sicherheitsgründen beurlauben.
2013 wurde sie mit dem CPJ International Press Freedom Award des in New York ansässigen Komitees zum Schutz von Journalisten ausgezeichnet.

## Werdegang
Hinostroza stammt aus Quito und ist das zweitjüngste von sieben Kindern von Quiteño und Ibarreña Hinostroza.
Sie absolvierte ein Studium an der Internationalen Universität von Ecuador und arbeitete gleichzeitig als Reporterin und Moderatorin für Teleamazonas.
Nach dem Abschluss ihres Studiums fand Hinostroza Arbeit als nationale Nachrichtenreporterin bei TC TV, einem Kabelfernseher in Ecuador. Sie verbrachte acht Jahre als Reporterin in Kolumbien, wo ihre Begegnungen mit investigativem Journalismus sie zur Überzeugung brachte, dass ihr eigenes Land „mehr investigativen Journalismus braucht“. Nach ihrer Rückkehr nach Ecuador konzipierte sie eine Sendung, die sich dem investigativen Journalismus widmete, 30 Plus, die auf dem Privatsender Teleamazonas ausgestrahlt wurde. Von 2004 bis 2014 war sie die Moderatorin von 30 Plus.
Hinostroza ist auch die langjährige Moderatorin der morgendlichen Nachrichtensendung La Mañana de 24 Horas, die täglich auf Teleamazonas ausgestrahlt wird.
Sie moderiert eine Radiosendung auf 98.1 FM Mundo, ist Korrespondentin für den internationalen Fernsehsender Univision und schreibt eine Kolumne für die Zeitung Hoy. Sie leitet eine Produktionsfirma, die journalistische Programme und audiovisuelle Produkte herstellt. Sie hat erklärt, dass sie den investigativen Journalismus hinter den Kulissen den Interviews vor der Kamera vorzieht.
Im Jahr 2011 berichtete Hinostroza über eine Frau, welche wegen Respektlosigkeit gegenüber der Regierung und Rafael Correa angeklagt worden war. Nach der Ausstrahlung des Beitrags orderte die Regierung Teleamazonas an, 10 Minuten ihrer Sendezeit von Hinostrozas Programm für eine Gegendarstellung eines offiziellen Regierungssprechers zu verwenden.
Nachdem Correa im September 2012 dem WikiLeaks-Gründer Julian Assange Asyl angeboten hatte, bezeichnete Hinostroza dies als einen guten politischen Schachzug für Ecuador – denn Assange repräsentiere nicht nur die Meinungsfreiheit, sondern sei auch jemand, der die gegen Amerika stelle, und Correa nutze ihn, um den USA zu schaden. „....es geht nicht um Pressefreiheit.“

### Bankenskandal und Beurlaubung
Nachdem sie 2012 in der Sendung La Mañana de 24 Horas über einen offensichtlichen Fall von Korruption in der Regierung berichtet hatte, erhielt Hinostroza eine Reihe anonymer Drohanrufe. Hinostroza beschloss sich eine Weile von der Nachrichtensendung zu beurlauben, welche daraufhin vorübergehen abgesetzt wurde, da ein Unbekannter die täglichen Bewegungen ihres Sohnes schilderte und damit drohte, ihn zu entführen. Sie erklärte, dass sie jahrelang Beleidigungen ertragen musste, aber ihre Familie dies nicht durchmachen musste. Die Bedrohung ihres Sohnes sei „der Tropfen, der das Fass zum Überlaufen brachte“.
Der Fall betraf einen Darlehen der staatlichen Cofice-Bank, die damals von Pedro Delgado Campaña, einem argentinischen Cousin Correas zweiten Grades, geleitet wurde. Das Darlehen ging an den Geschäftsmann Gastón Duzac, welcher dieses später nicht mehr bedienen konnte. Hinostrozas Bericht deckte Unregelmäßigkeiten bei dem Kredit auf und brachte Delgado mit Duzac in Verbindung. Nach der Ausstrahlung ihres Berichts wurde sie von der Regierung genötigt zehn Minuten ihrer Sendung einer Rede zu widmen, in welcher ein Regierungsvertreter ihr vorwarf den Präsidenten zu beleidigen.
Nach Aussage von Hinostroza bot der damalige Innenminister Ecuadors José Serrano ihr Schutz an, nachdem er von den Drohungen gehört hatte, welche sie zur Einstellung ihrer Sendung zwang. Hinostroza lehnte dieses ab, da sie „nicht glaube, dass ein ehrlicher Journalist seine Arbeit mit Leibwächtern machen sollte“.
Correa selbst erklärte, dass die Regierung die Drohungen gegen Hinostroza „ernsthaft untersuche“ und sich mit ihr „solidarisch“ zeige. Er fügte aber hinzu, dass er sie immer noch als „als Journalistin getarnte Politikerin“ betrachte. Hinostroza betonte, dass sie trotz der Drohungen nicht aufgeben werde.
Während ihrer Abwesenheit bei La Mañana de 24 Horas trat sie weiterhin bei 30 Plus und in Sondersendungen auf.
Im November 2013 war Hinostroza zu Gast im US-Außenministerium und informierte die Behörden über die Herausforderung der Pressefreiheit. Die Amtsträger „äußerten sich besorgt über die Notlage von Journalisten weltweit und bekräftigten das Engagement der Vereinigten Staaten für die Meinungsfreiheit“. Die amtierende stellvertretende Außenministerin Uzra Zeya lobte Hinostroza und die anderen Preisträger für ihren „Mut“ und ihr „Engagement, die Wahrheit an die Macht zu bringen“.
30 Plus beendete seine fast 11-jährige Laufzeit am 11. Januar 2014.
Hinostroza erklärte, dass investigativer Journalismus „noch nie profitabel war“ und dass in den letzten Jahren das Budget von 30 Plus jährlich gesunken sei, was die Fortsetzung der Produktion schließlich unmöglich gemacht habe. Ein weiterer Faktor war, dass „jetzt die Türen der öffentlichen Institutionen hundertprozentig geschlossen sind“ für Teleamazonas, eine Situation, die sie als „empörend, inakzeptabel und unglaublich“ bezeichnete in einem Land, das behauptet, eine Demokratie mit „voller Meinungsfreiheit“ zu sein.
Hinostroza beschwerte sich über die Einführung des Rechtsbegriffs „Medienlynch“ durch die ecuadorianische Regierung, der „eine konzertierte Aktion von Medien und Journalisten zur Schädigung des Rufs einer öffentlichen Einrichtung oder einer Einzelperson“ bezeichnet. Sie erläuterte dieses Konzept wie folgt: „Wenn ich eine Geschichte über die Korruption eines Beamten oder einer öffentlichen Einrichtung berichte und dieser Untersuchung Berichte über dieselbe Angelegenheit von einer anderen Nachrichtenagentur folgen, betrachtet das ecuadorianische Recht dies als eine ‚konzertierte Aktion zur Verbreitung von Informationen, die den Ruf einer Person oder Einrichtung schädigen‘ und somit als strafbare Handlung.“
Correa, so Hinostroza, „hat die Presse seit seinem Amtsantritt als Feind betrachtet. Er betrachtet uns als seinen einzigen Feind, weil es keine politische Opposition gibt“, und „sagt, dass wir uns gegen ihn verschwören, aber alles, was wir getan haben, war, die Korruption in seiner Regierung aufzudecken oder kritisch zu sein“.
Im Dezember 2015 berichtete der Toronto Star, dass Hinostroza ihr Handy den Computersicherheitsexperten des Citizen Lab an der Universität von Toronto zur Verfügung gestellt hatte, welche feststellten, dass sie gehackt worden war und eine Spionage-Software auf ihrem Gerät installiert war. Sie behaupteten insbesondere, dass die Dreistigkeit der Software stark darauf hindeutet, dass es sich bei den Tätern um Sicherheitsbeamte der Regierung handelt.
Im Jahr 2014 war Hinostroza Gastrednerin auf dem Oslo Freedom Forum.

## Auszeichnungen
Sie hat 3 internationale und 11 nationale Auszeichnungen für ihren Journalismus erhalten.
Im Jahr 2013 wurde sie mit dem Internationalen Preis für Pressefreiheit des Komitees zum Schutz von Journalisten (CPJ) ausgezeichnet. Als sie nach New York City reiste, um den Preis entgegenzunehmen, protestierten Pro-Correa-Demonstranten vor dem Hotel Waldorf Astoria und „riefen und trugen Schilder, die Hinostroza als Verräterin und Lügnerin brandmarkten“. In Ecuador kam es in den sozialen Medien zu heftigen Angriffen gegen sie. Einige der ecuadorianischen Demonstranten vor dem Waldorf-Astoria bezeichneten Hinostroza als „Handlanger der US-Regierung“, deren „Aktivitäten ihr Land unterminieren“.
Bei der Entgegennahme des CPJ-Preises bezeichnete Hinostroza 30 Plus als „die einzige investigative Sendung, die derzeit in Ecuador ausgestrahlt wird“, und fügte hinzu, dass sie „nicht wie in der Vergangenheit über sehr kontroverse Themen berichten kann“, unter anderem, weil „die Regierung Beamten verboten hat, mit der Presse zu sprechen, und keinen Zugang zu Informationen gewährt“. Sie erklärte auch, dass Ecuador „eine schwierige Zeit durchmache“, in der mächtige Leute „das Wort an sich gerissen haben und ... das Recht, sich frei zu äußern, in einen öffentlichen Dienst verwandelt haben, der durch politische Macht gebunden und kontrolliert wird.“
In einem Video, das anlässlich der Verleihung des CPJ-Preises aufgenommen wurde, wies Hinostroza darauf hin, es gebe in keinem ecuadorianischen Medienunternehmen mehr investigative Abteilungen, was zu einem großen Teil dem Druck der Regierung geschuldet sei.
Nach der Verleihung des CPJ-Preises an Hinostroza würdigte Senator Patrick Leahy sie in der Sitzungsperiode 2013/14 im US-Senat als „mutige ecuadorianische Journalistin“. Healy sagte, sie habe „den Zorn der ecuadorianischen Behörden auf sich gezogen“, und nannte dies ein „Beispiel für den stetigen Verfall der demokratischen Grundsätze in Ecuador“.

## Familie
Hinostrozas Ehemann ist Juan Fernando Cevallos. Sie haben zwei Kinder, Paula und Joaquin.